# يسبر لانج
يسبر لانج (بالدنماركية: Jesper Lange)‏ (11 يناير 1986 في الدنمارك - ) هو لاعب كرة قدم دانمركي في مركز الهجوم. شارك مع منتخب الدنمارك تحت 21 سنة لكرة القدم. أما مع النوادي، فقد لعب مع آرهوس جمناستيك فورينينغ ونادي أودنسه ونادي إيسبيرغ.

## وصلات خارجية
- يسبر لانج على موقع اتحاد السويد (السويدية)
- يسبر لانج على موقع قاعدة بيانات كرة القدم.إي يو (الإنجليزية)
- يسبر لانج على موقع Soccerway.com (الإنجليزية)